# Romantic Doctor, Teacher Kim
Romantic Doctor, Teacher Kim (hangul: 낭만닥터 김사부; rr: Nangmandakteo Gimsabu) é uma telenovela sul-coreana exibida pela SBS de 7 de novembro de 2016 a 16 de janeiro de 2017, estrelada por Han Suk-kyu, Yoo Yeon-seok e Seo Hyun-jin.

## Enredo
Bu Yong-ju (Han Suk-kyu) é um cirurgião certificado de gênio e tripla bordo, que já estava no topo de seu campo e costumava trabalhar no hospital superior de Seul, Geosan. Após um incidente traumático, ele desaparece e muda seu nome para Kim Sa-bu para trabalhar em um pequeno hospital chamado Doldam, que está localizado na província de Gangwon. Ele guia Kang Dong-ju (Yoo Yeon-seok) e Yoon Seo-jeong (Seo Hyun-jin) para se tornarem grandes médicos lá, ensinando-os a lutar contra o poder e o dinheiro pelo bem dos pacientes.

## Elenco

### Elenco principal
- Han Suk-kyu como Kim Sa-bu (Professor Kim) / Boo Yong-joo
- Yoo Yeon-seok como Kang Dong-joo
  - Yoon Chan-young como Kang Dong-joo (jovem)
- Seo Hyun-jin como Yoon Seo-jung

### Elenco de apoio

#### Pessoas do hospital Doldam
- Kim Hong-fa como Yeo Woon-young
- Jin Kyung como Oh Myeong-shim
- Im Won-hee como Jang Gi-tae
- Byun Woo-min como Nam Do-i
- Kim Min-jae como Park Eun-tak
- Seo Eun-su como Woo Yeon-hwa

#### Pessoas do hospital Geodae
- Choi Jin-ho como Do Yoon-wan
- Yang Se-jong como Do In-bum
- Jang Hyuk-jin como cirurgião-chefe Song Hyun-cheol
- Joo Hyun como presidente Shin
- Yoon Na-moo como senior In-soo

#### Outros
- Kim Jeong-yeong como mãe de Dong-joo
- Seo Young como assistente do presidente Shin
- Kim Bo-jung como enfermeira
- Lee Kyu-ho como Senhor Goo
- Lee Chae-eun como enfermeira
- Jin Ah-rin
- Lee Yong-ee como mãe de um paciente (ep. 3)
- Ri Min como motorista de caminhão (ep. 4)
- Lee Jin-kwon
- Ko Jin-ho
- Lee Cheol-min como Kang Seung-ho, o pai de Ah-rin e aquele que tenta matar Yoon Seo-jung no OR (ep. 7-8)
- Lee Myung-haeng como psicoterapeuta (ep. 8-9)
- Shin Seung-hwan como escritor webtoon, paciente no hospital Doldam (ep. 9-10)
- Park Seung-tae como paciente (ep. 10)
- Kim Joon-won como inspetor Choi
- Kim Dan-woo como filha do inspetor Choi
- Shin Yeon-suk
- Lee Kang-uk como paciente, o motorista que causou uma colisão de seis vezes por condução embebida
- Lee Jae-wook
- Heo Joon-seok
- Kang Eui-sik como Park Joo-hyuk, o soldado fugitivo
- Han Kab-soo como o pai de Park Joo-hyuk
- Son Yeong-Soon como esposa de um paciente
- Park Yeong-soo como gerente geral do departamento de centros de controle de doenças
- Park Doo-shik como o namorado de Soo-jung (ep. 13-14)
- Jo I-hyun como paciente
- Jeon Min-seo
- Jung Soo-hwan como estudante do ensino médio
- Kim Se-joon como paramédico transferindo pacientes para o hospital Doldam
- Kim Min-sang como repórter Oh Sung-jae (ep. 16-17)
- Lee Jae-woo as Ahn woo-yeol (ep. 16-17)
- Kim Ji-eun como presidente da secretaria de Yoon-wan
- Lee Jung-sung

## Trilha sonora
1. Romantic Doctor (Opening Title)
2. Always Okay (언제나 괜찮아) – Shin Yong-jae (4Men)
3. Walking, Walking (New Ver.) (걷고, 걷고 (New Ver.)) – Jeon In-kwon
4. Because It's You (그대라서) – Lee Hyun
5. Forever Love – Haebin (Gugudan)
6. Mellow (Drama Ver.) – Daybreak
7. Today Was Better Than Yesterday (오늘은 어제보다 괜찮았지) – Lee Seok-hoon
8. In Place (제자리) – Young Man
9. Western Humanism
10. Lie
11. Rocking hotshot
12. Fresh morning
13. I am Not
14. Doctor Blues
15. Time of Wrath
16. Little More Cheer Up
17. Tension Around
18. I Miss You
19. Met You Again
20. Hope of Hospital
21. Doctor Kim Sa-bu (Ending Title)

## Prêmios e indicações
| Ano  | Prêmio                       | Categoria                                                         | Beneficiário                 | Resultado | Ref.        |
| ---- | ---------------------------- | ----------------------------------------------------------------- | ---------------------------- | --------- | ----------- |
| 2016 | 24th SBS Drama Awards        | Grande Prêmio (Daesang)                                           | Han Suk-kyu                  | Venceu    | [ 5 ] [ 6 ] |
| 2016 | 24th SBS Drama Awards        | Grande Prêmio (Daesang)                                           | Seo Hyun-jin                 | Indicado  | [ 5 ] [ 6 ] |
| 2016 | 24th SBS Drama Awards        | Melhor prêmio de excelência, ator em um drama de gênero e fantasi | Han Suk-kyu                  | Indicado  | [ 5 ] [ 6 ] |
| 2016 | 24th SBS Drama Awards        | Prêmio de excelência, ator em um drama de gênero                  | Yoo Yeon-seok                | Venceu    | [ 5 ] [ 6 ] |
| 2016 | 24th SBS Drama Awards        | Prêmio de excelência, atriz em um drama de gêne                   | Seo Hyun-jin                 | Venceu    | [ 5 ] [ 6 ] |
| 2016 | 24th SBS Drama Awards        | Prêmio de excelência, atriz em um drama de gêne                   | Jin Kyung                    | Indicado  | [ 5 ] [ 6 ] |
| 2016 | 24th SBS Drama Awards        | Prêmio Especial, ator em um drama de gênero                       | Im Won-hee                   | Indicado  | [ 5 ] [ 6 ] |
| 2016 | 24th SBS Drama Awards        | Melhor casal                                                      | Yoo Yeon-seok e Seo Hyun-jin | Venceu    | [ 5 ] [ 6 ] |
| 2016 | 24th SBS Drama Awards        | Top 10 Stars                                                      | Han Suk-kyu                  | Venceu    | [ 5 ] [ 6 ] |
| 2016 | 24th SBS Drama Awards        | Top 10 Stars                                                      | Seo Hyun-jin                 | Venceu    | [ 5 ] [ 6 ] |
| 2016 | 24th SBS Drama Awards        | New Star Award                                                    | Kim Min-jae                  | Venceu    | [ 5 ] [ 6 ] |
| 2016 | 24th SBS Drama Awards        | Idol Academy Award – Best Kiss                                    | Yoo Yeon-seok e Seo Hyun-jin | Venceu    | [ 5 ] [ 6 ] |
| 2017 | 53rd Baeksang Arts Awards    | Melhor drama                                                      | Dr. Romantic                 | Indicado  | [ 7 ] [ 8 ] |
| 2017 | 53rd Baeksang Arts Awards    | Melhor diretor                                                    | Yoo In-sik                   | Venceu    | [ 7 ] [ 8 ] |
| 2017 | 53rd Baeksang Arts Awards    | Melhor roteiro                                                    | Kang Eun-kyung               | Indicado  | [ 7 ] [ 8 ] |
| 2017 | 53rd Baeksang Arts Awards    | Melhor ator                                                       | Han Suk-kyu                  | Indicado  | [ 7 ] [ 8 ] |
| 2017 | 53rd Baeksang Arts Awards    | Melhor novo ator                                                  | Kim Min-jae                  | Indicado  | [ 7 ] [ 8 ] |
| 2017 | 10th Korea Drama Awards      | Grande Prêmio (Daesang)                                           | Han Suk-kyu                  | Indicado  | [ 9 ]       |
| 2017 | ABU Prizes                   | Grande Prêmio (Daesang)                                           | Dr. Romantic                 | Venceu    | [ 10 ]      |
| 2017 | 22nd Asian Television Awards | Melhor drama                                                      | Dr. Romantic                 | Indicado  | [ 11 ]      |